# Joachim Andersen
Joachim Andersen (Frederiksberg, Dinamarca, 31 de mayo de 1996) es un futbolista danés. Juega de defensa y su equipo es el Fulham F. C. de la Premier League de Inglaterra.

## Selección nacional
Ha sido internacional con la selección de fútbol de Dinamarca en las categorías sub-19, sub-20, sub-21 y absoluta.

### Participaciones en Copas del Mundo
| Mundial                        | Sede  | Resultados   | Partidos | Goles |
| ------------------------------ | ----- | ------------ | -------- | ----- |
| Copa Mundial de Fútbol de 2022 | Catar | Primera fase | 3        | 0     |

### Participaciones en Eurocopas
| Copa          | Sede     | Resultado        | Partidos | Goles |
| ------------- | -------- | ---------------- | -------- | ----- |
| Eurocopa 2020 | Europa   | Semifinal        | 3        | 0     |
| Eurocopa 2024 | Alemania | Octavos de final | 4        | 0     |

## Clubes
| Club                  | País         | Año       |
| --------------------- | ------------ | --------- |
| F. C. Twente          | Países Bajos | 2014-2017 |
| U. C. Sampdoria       | Italia       | 2017-2019 |
| Olympique de Lyon     | Francia      | 2019-2021 |
| Fulham F. C. (cedido) | Inglaterra   | 2020-2021 |
| Crystal Palace F. C.  | Inglaterra   | 2021-2024 |
| Fulham F. C.          | Inglaterra   | 2024-     |